# Mahoning Township (comté de Carbon, Pennsylvanie)
Mahoning Township est un township, situé au sud-ouest du comté de Carbon, aux États-Unis,. En 2010, il comptait une population de 4 305 habitants.

## Démographie
Lors du recensement de 2010, le township comptait une population de 4 305 habitants. Elle est également estimée, en 2016, à 4 204 habitants.

### Source de la traduction
- (en) Cet article est partiellement ou en totalité issu de l’article de Wikipédia en anglais intitulé « Mahoning Township, Carbon County, Pennsylvania » (voir la liste des auteurs).